# Niezapominajka

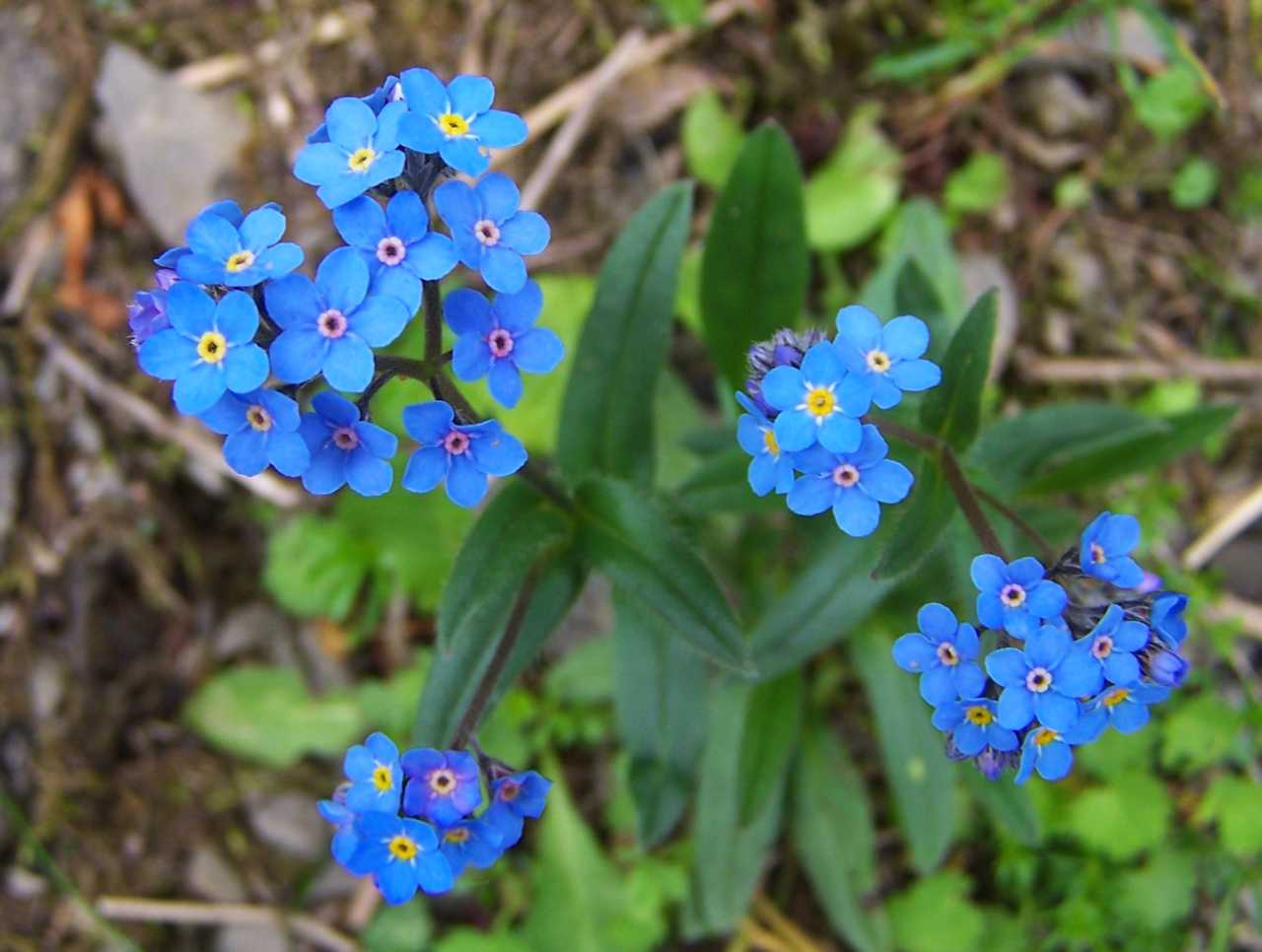
Niezapominajka alpejska

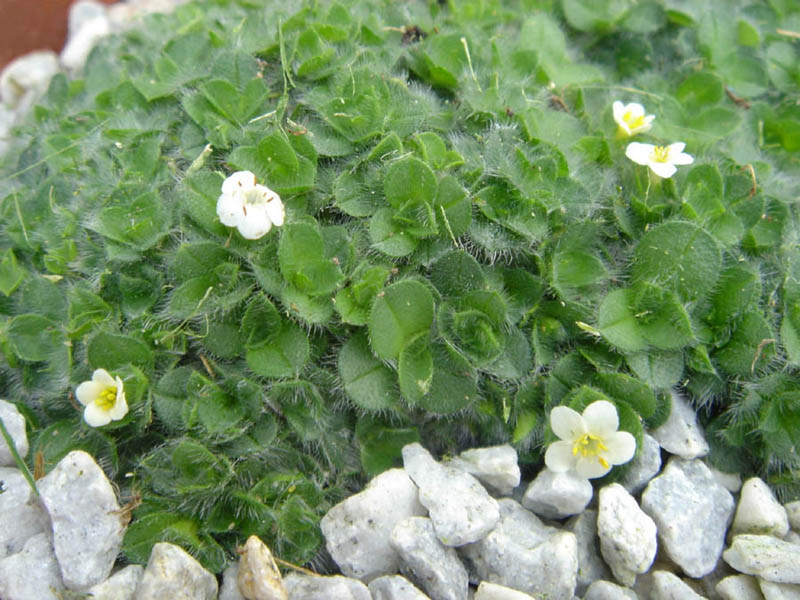
Myosotis pulvinaris

Niezapominajka (Myosotis L. – dosłownie "mysie uszko" z greckiego mys – mysz (w dopełniaczu myos) i us – ucho (w dopełniaczu otos)) – rodzaj roślin należący do rodziny ogórecznikowatych. Obejmuje ok. 150 gatunków roślin zielnych. Występują głównie w strefie klimatu umiarkowanego na obu półkulach. W Polsce dziko rośnie 13 gatunków. Zasiedlają bardzo różne siedliska: miejsca suche i piaszczyste wydmy, trawiaste murawy, zarośla i lasy, miejsca wilgotne i płytkie wody, a także wysokie piętra górskie. 
Niezapominajki są popularnymi roślinami ozdobnymi. Najczęściej uprawiana jest niezapominajka leśna M. sylvatica, sadzona w różnych odmianach. 

## Rozmieszczenie geograficzne
Niezapominajki spotykane są na wszystkich kontynentach z wyjątkiem Antarktydy i Ameryki Południowej, gdzie rosną jednak gatunki introdukowane. Najbardziej zróżnicowane są w dwóch oddalonych od siebie obszarach – w basenie Morza Śródziemnego i na Nowej Zelandii. W Europie, w większości w jej części południowej, rośnie 41 gatunków. W Turcji rosną 23 gatunki, a w Nowej Zelandii – 33. Stosunkowo nieliczne gatunki rosną zwłaszcza w Afryce i na kontynentach amerykańskich. Rośliny te występują głównie w strefie klimatu umiarkowanego, a w strefie międzyzwrotnikowej ich obecność ograniczona jest to obszarów górskich.
Do flory Polski należy 13 gatunków:
Pierwsza nazwa naukowa według listy krajowej, druga – obowiązująca według bazy taksonomicznej Plants of the World online (jeśli jest inna)
- niezapominajka alpejska Myosotis alpestris F.W.Schmidt
- niezapominajka błotna Myosotis palustris (L.) L. em. Rchb. ≡ Myosotis scorpioides subsp. scorpioides
- niezapominajka darniowa Myosotis caespitosa Schultz ≡ Myosotis laxa subsp. cespitosa (Schultz) Hyl. ex Nordh.
- niezapominajka górska Myosotis nemorosa Besser
- niezapominajka leśna Myosotis sylvatica Ehrh. ex Hoffm.
- niezapominajka pagórkowa Myosotis ramosissima Rochel ex Schult.
- niezapominajka piaskowa Myosotis stricta Link ex Roem. & Schult.
- niezapominajka polna Myosotis arvensis (L.) Hill – antropofit zadomowiony
- niezapominajka rozłogowa Myosotis decumbens Host
- niezapominajka różnobarwna Myosotis discolor Pers.
- niezapominajka skąpokwiatowa Myosotis sparsiflora J.C.Mikan ex Pohl
- niezapominajka smukła Myosotis stenophylla Knaf – gatunek wymarły
- niezapominajka wczesna Myosotis praecox Hüllph. ≡ Myosotis scorpioides subsp. praecox (Hülph.) Lindm.

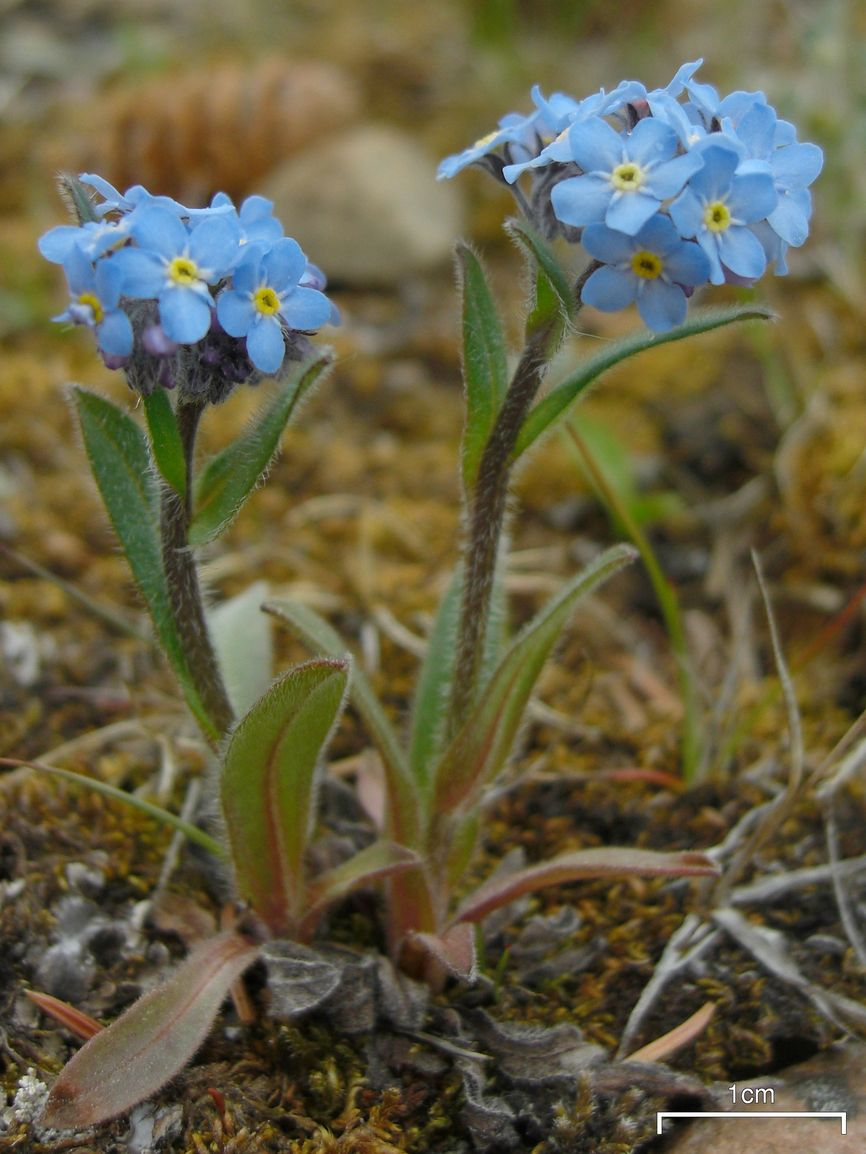
N. alpejska
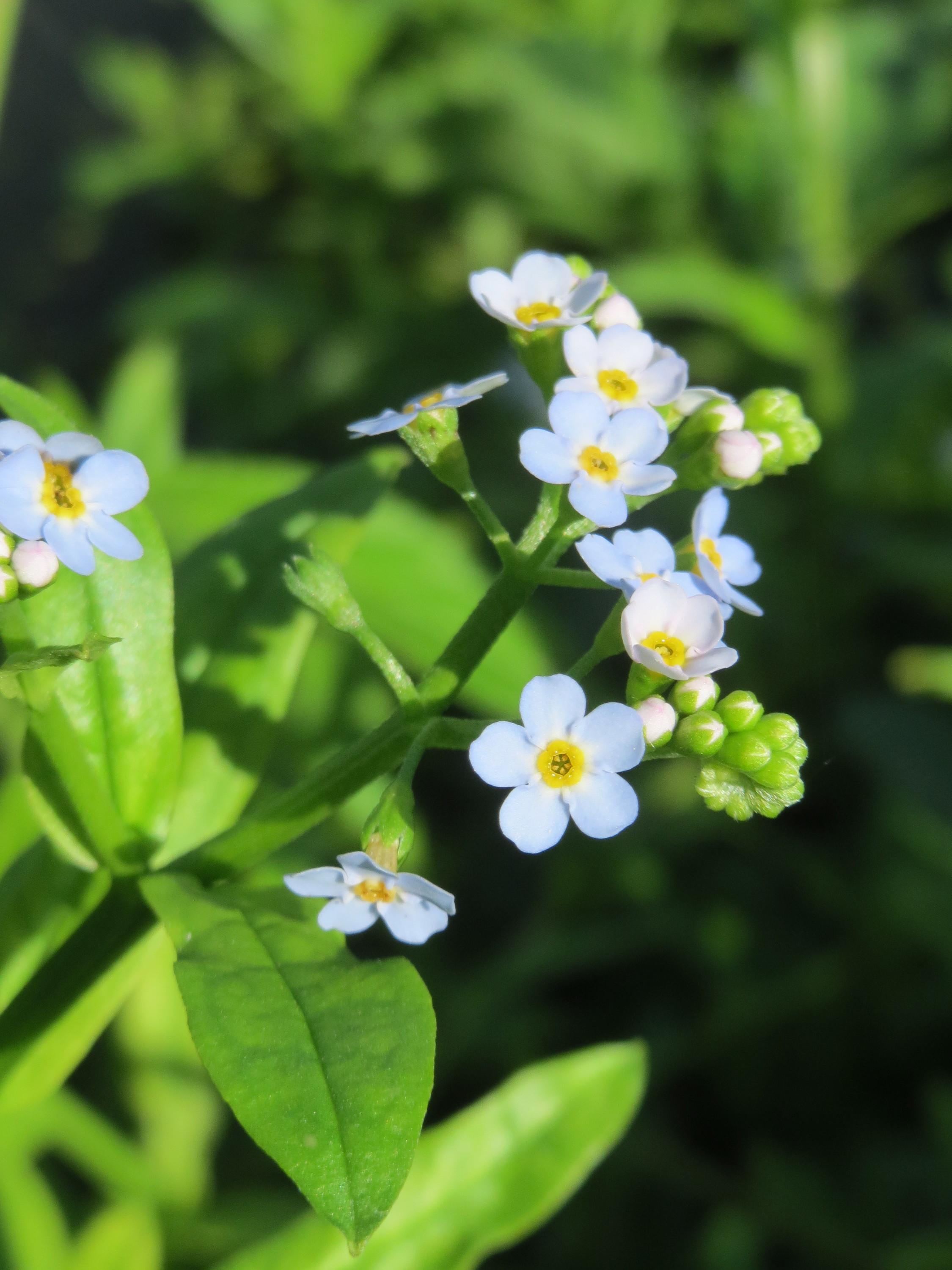
N. błotna
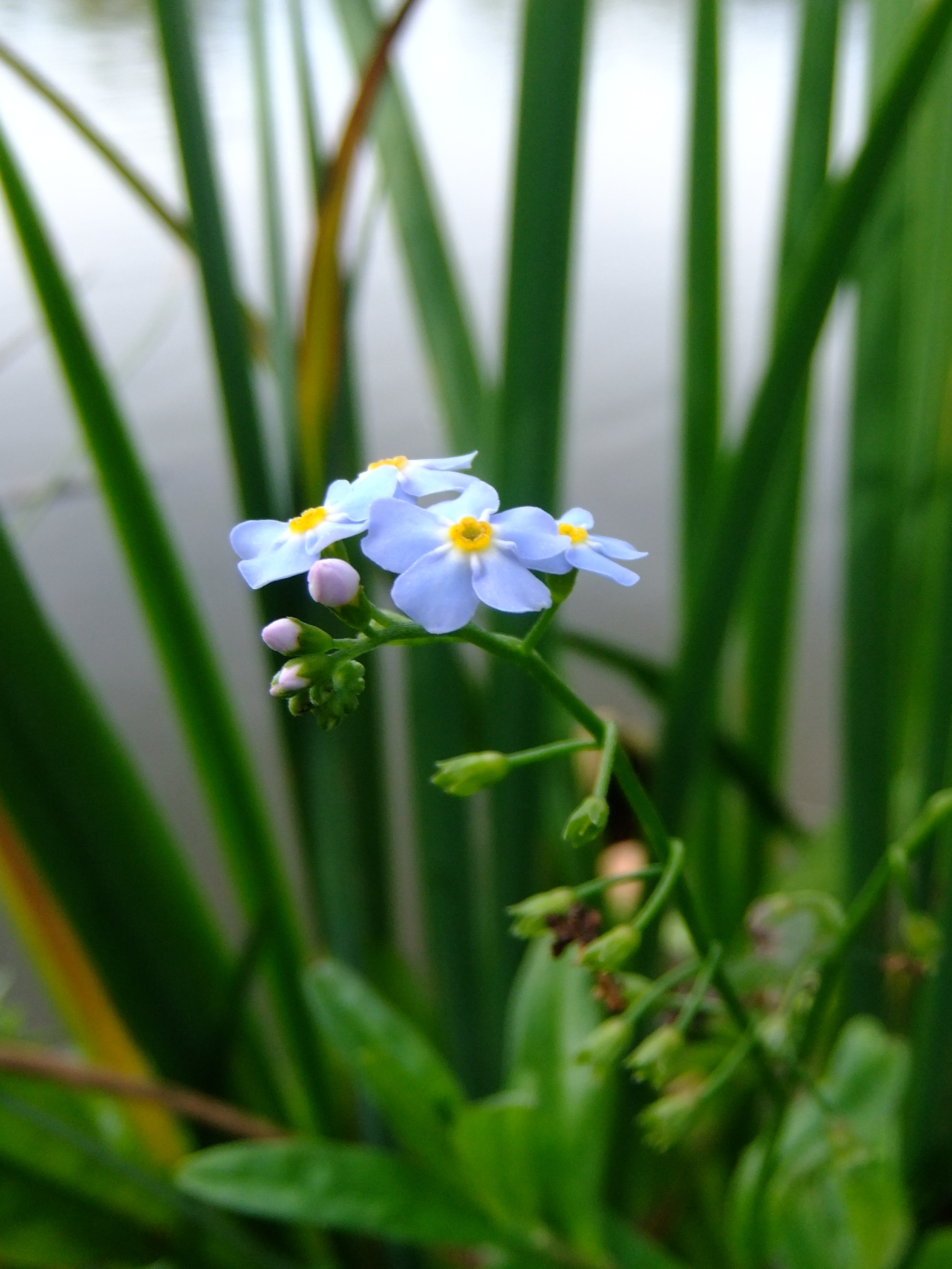
N. darniowa
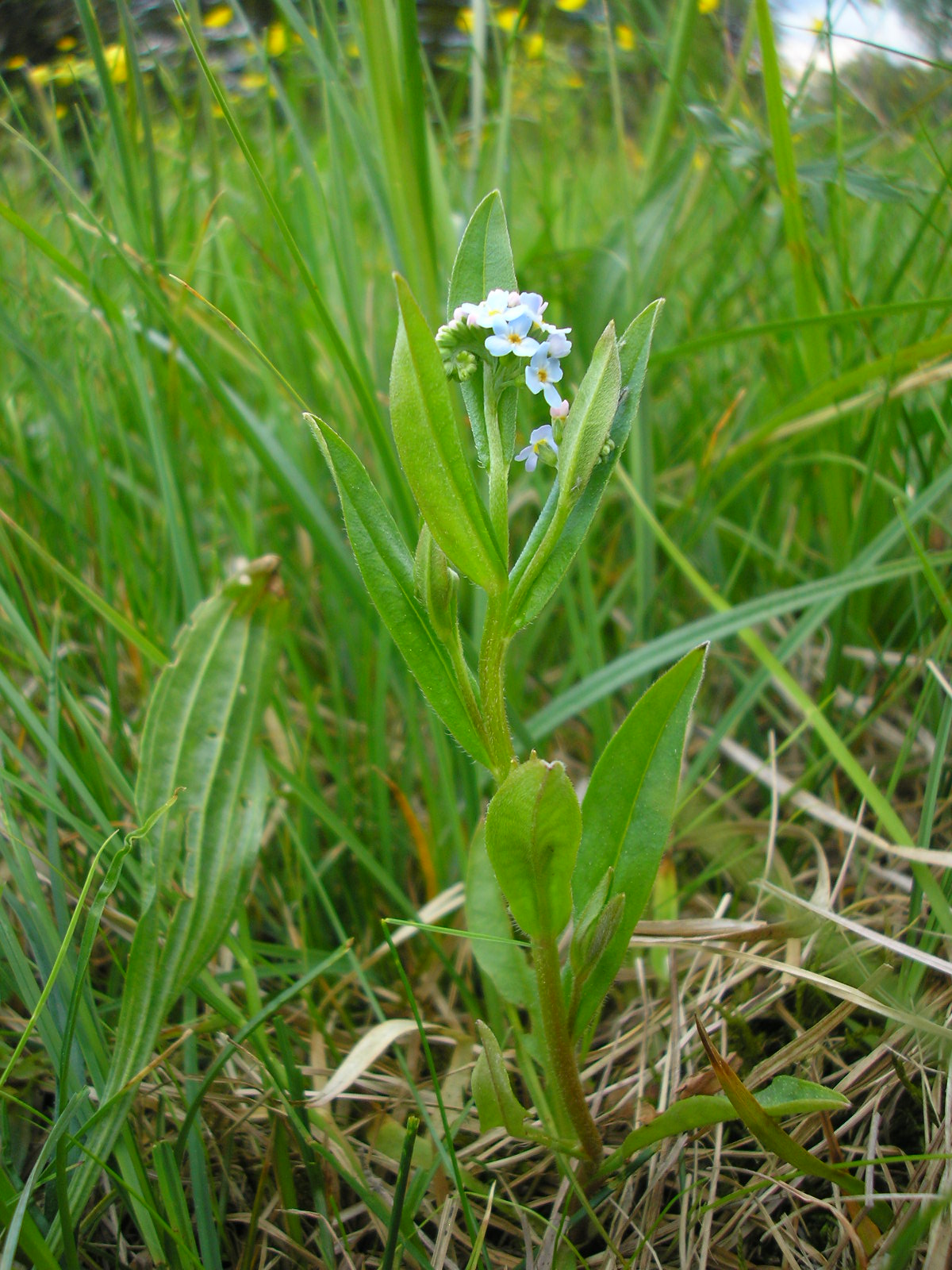
N. górska
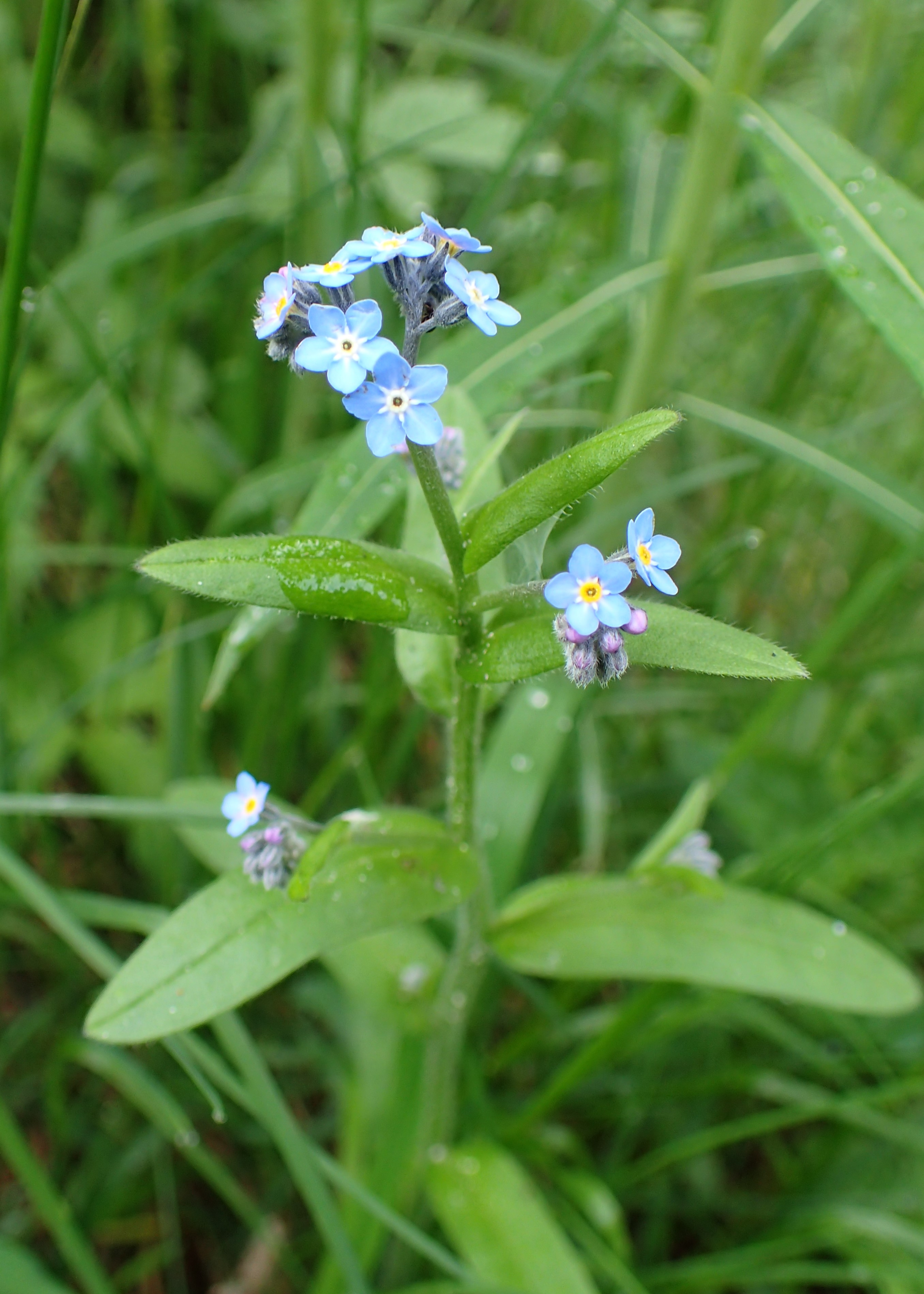
N. leśna
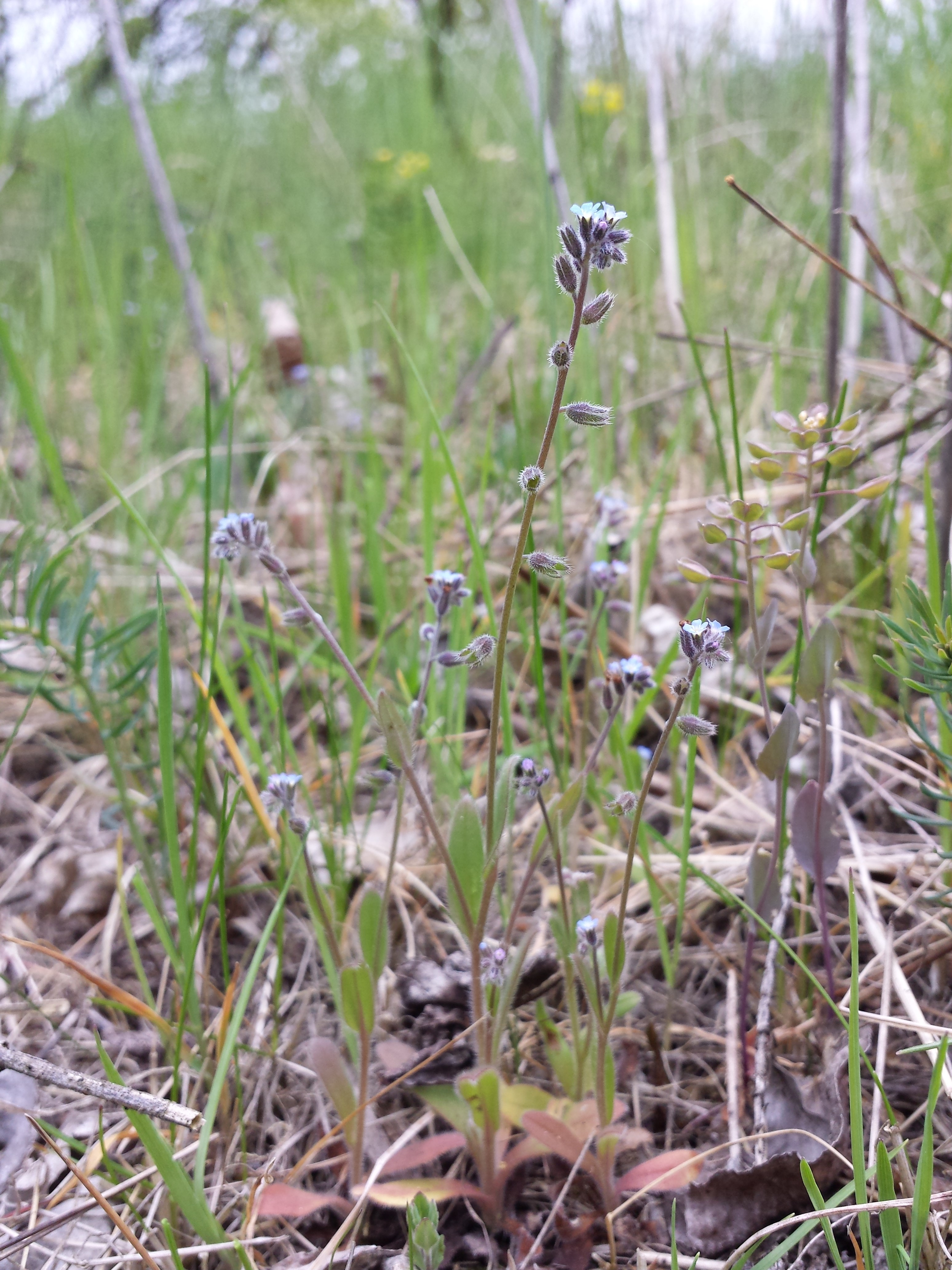
N. pagórkowa
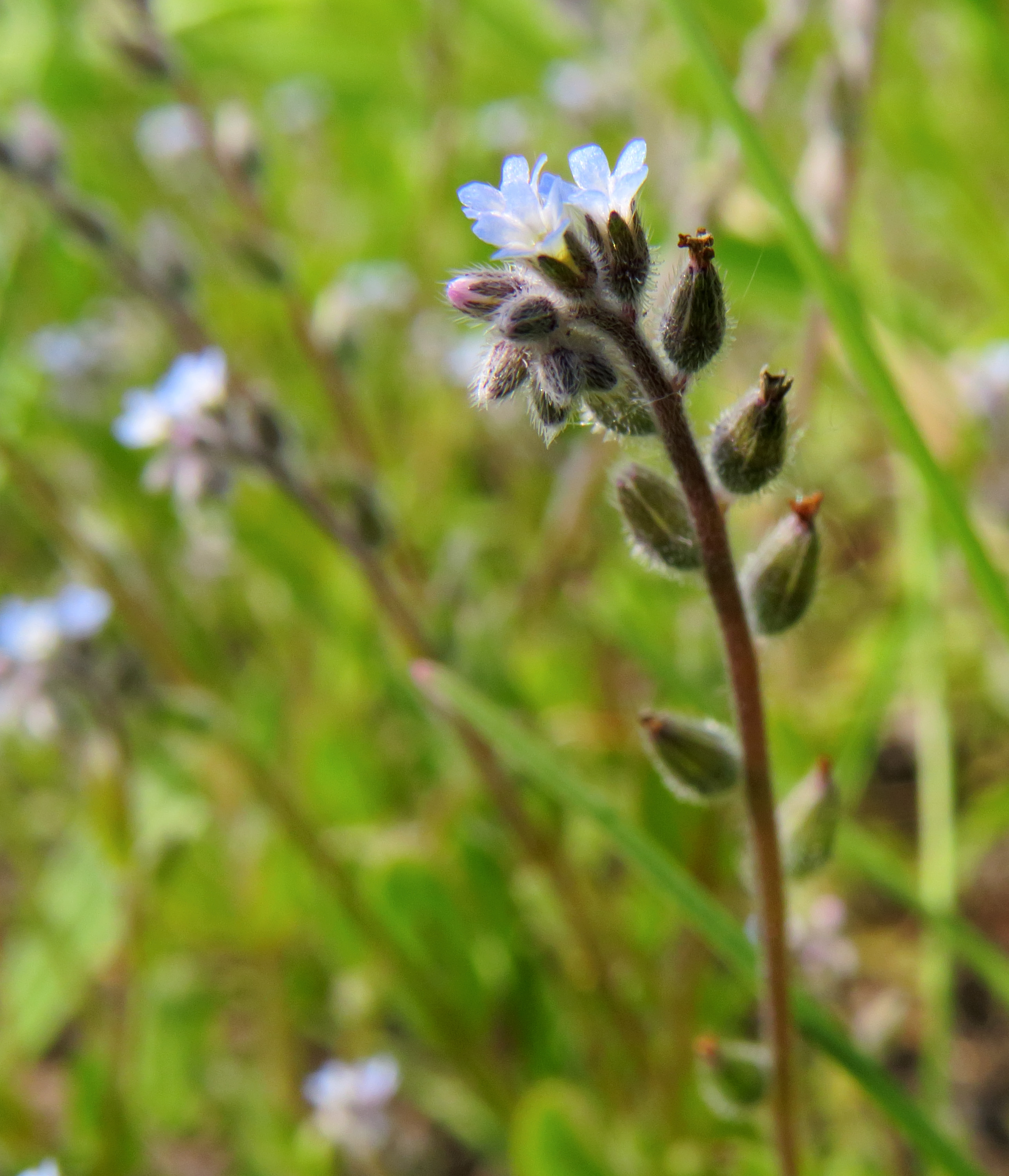
N. piaskowa
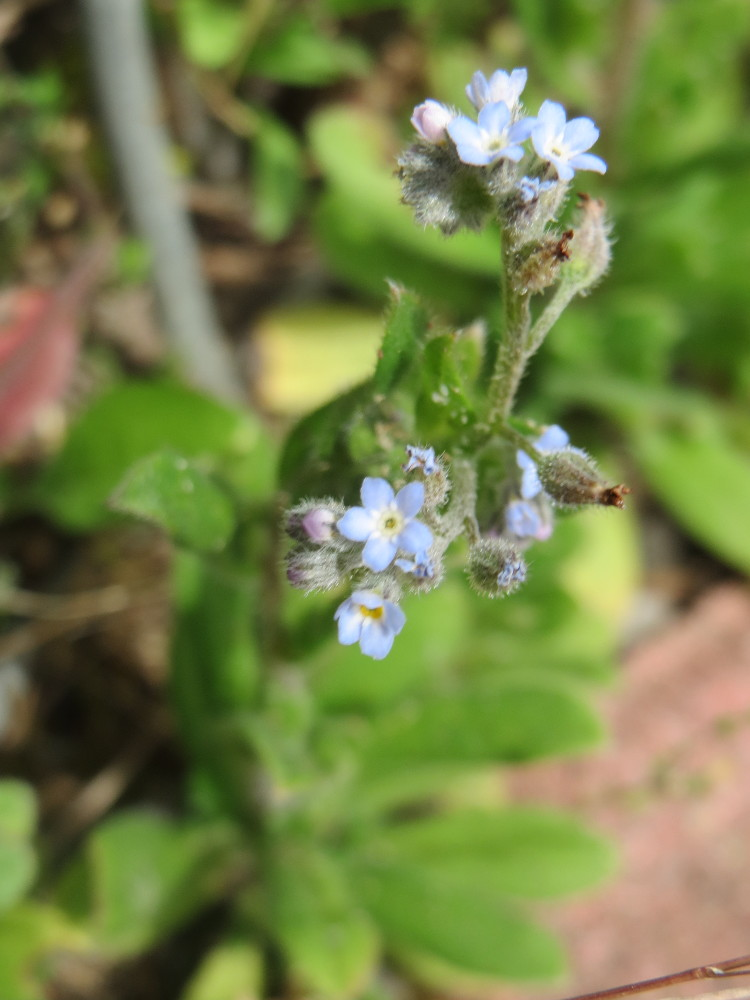
N. polna
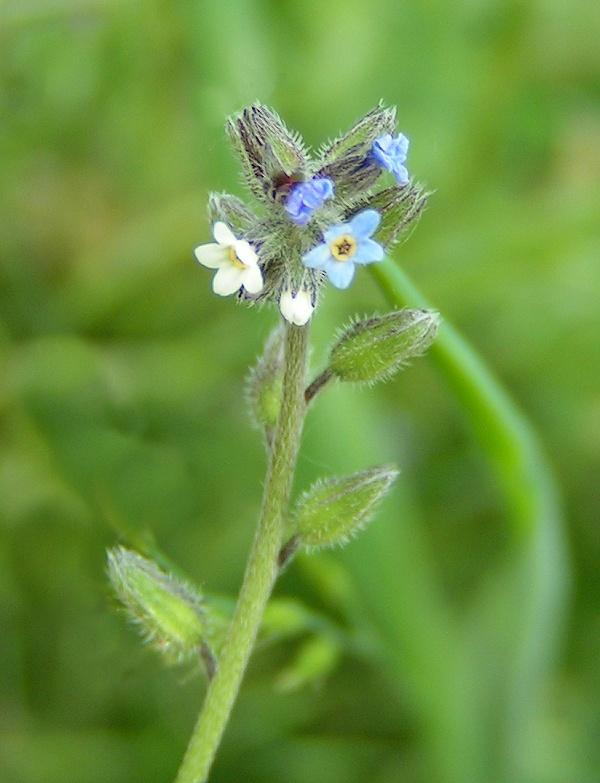
N. różnobarwna
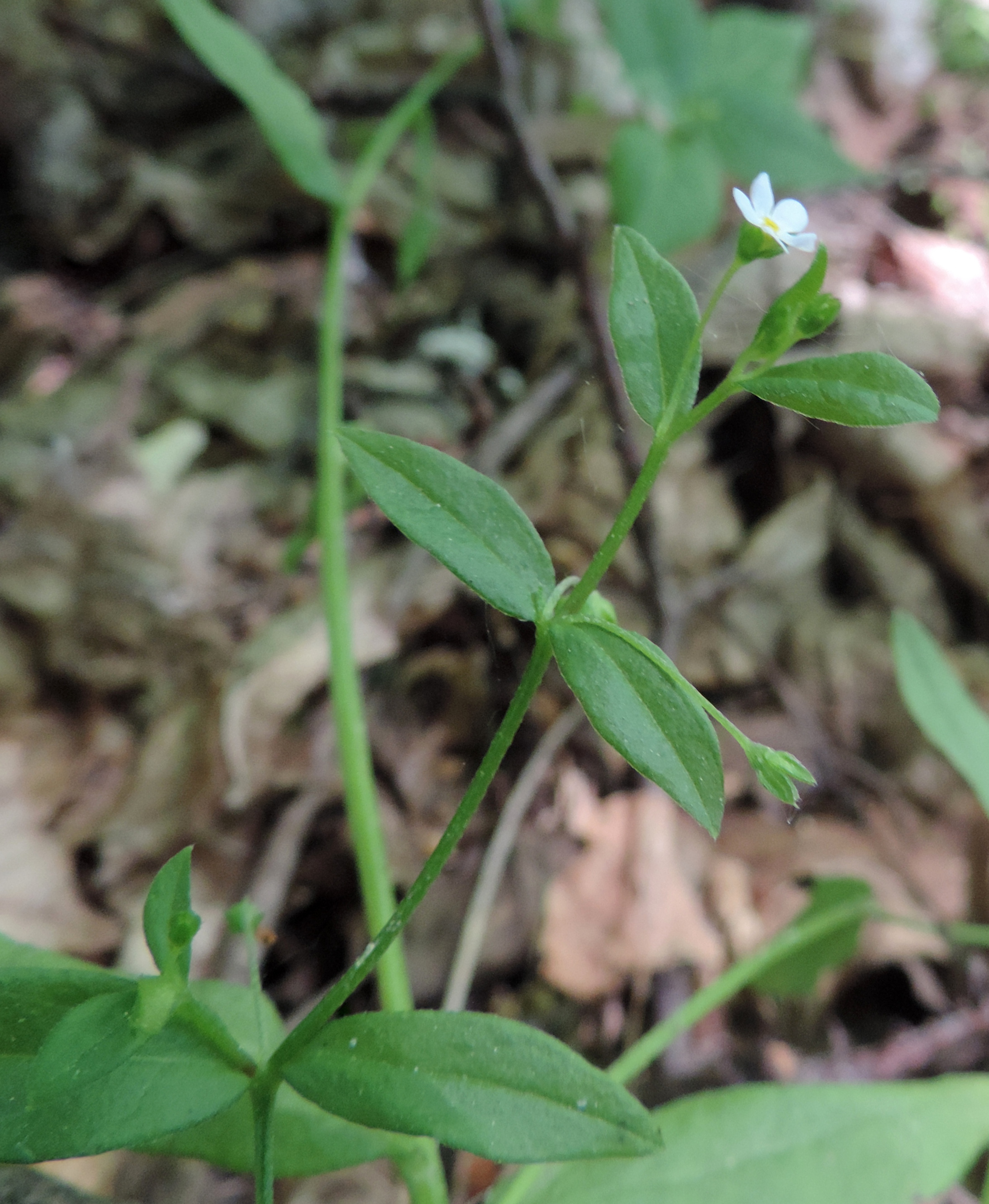
N. skąpokwiatowa
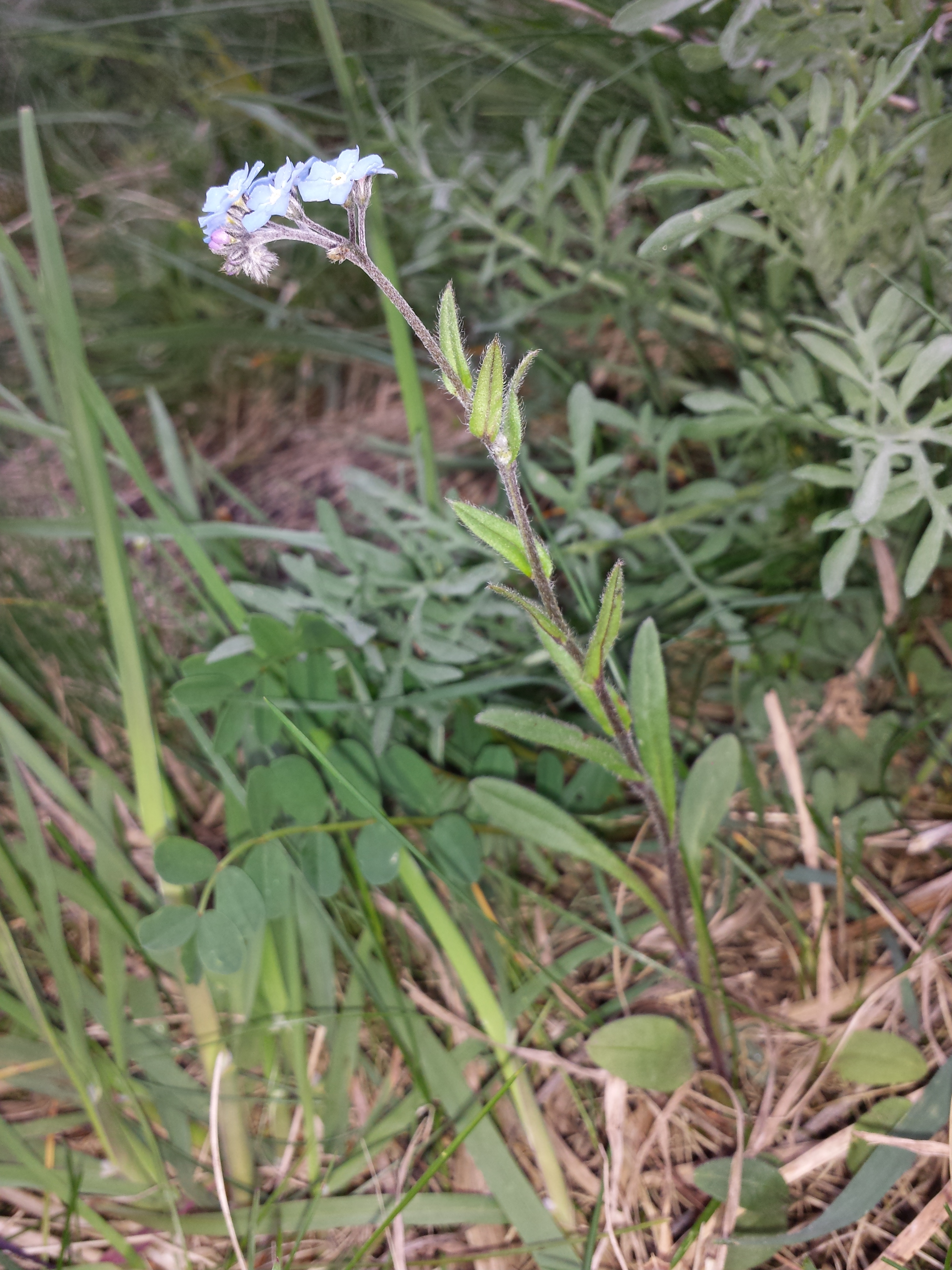
N. smukła

## Morfologia

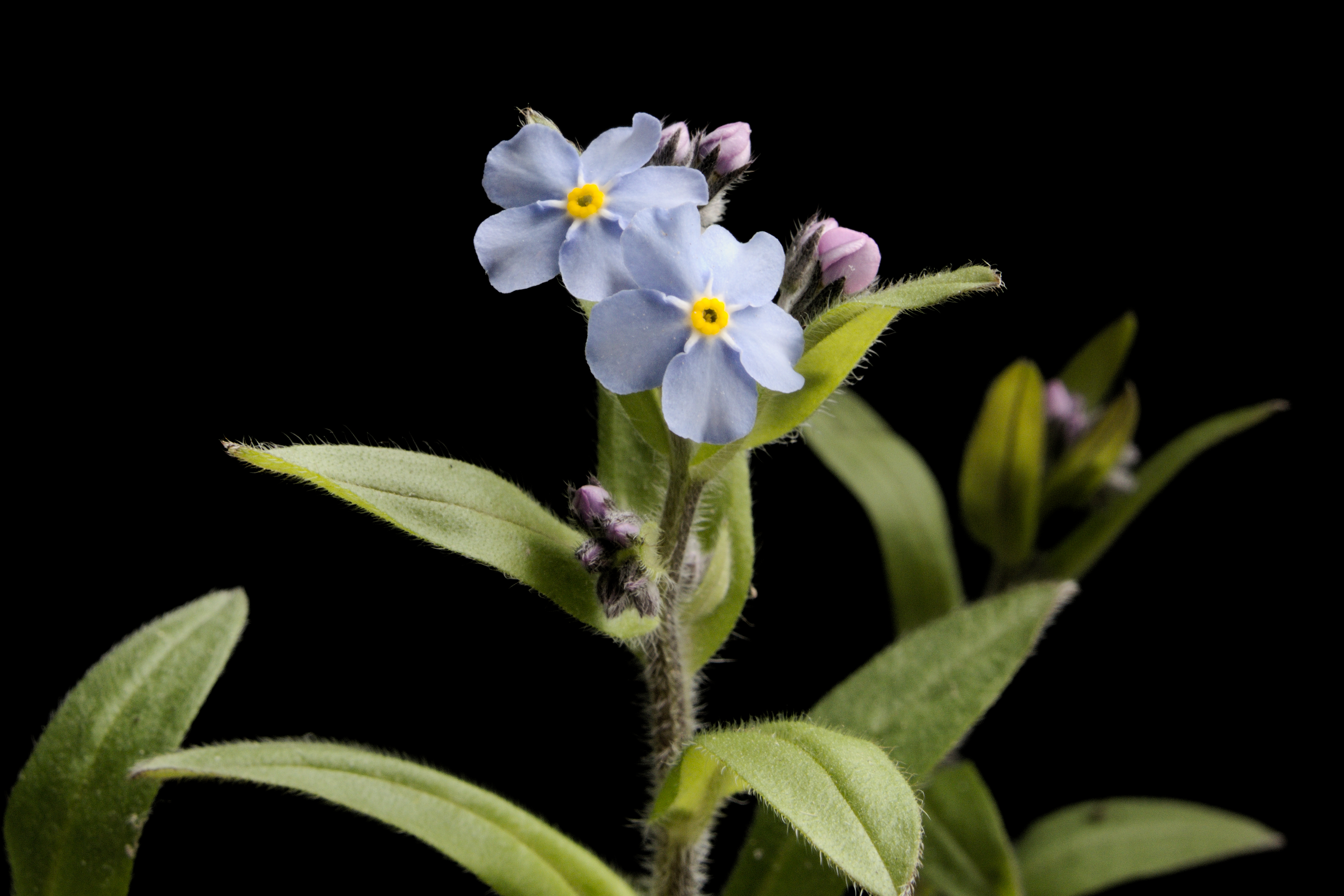
Niezapominajka alpejska

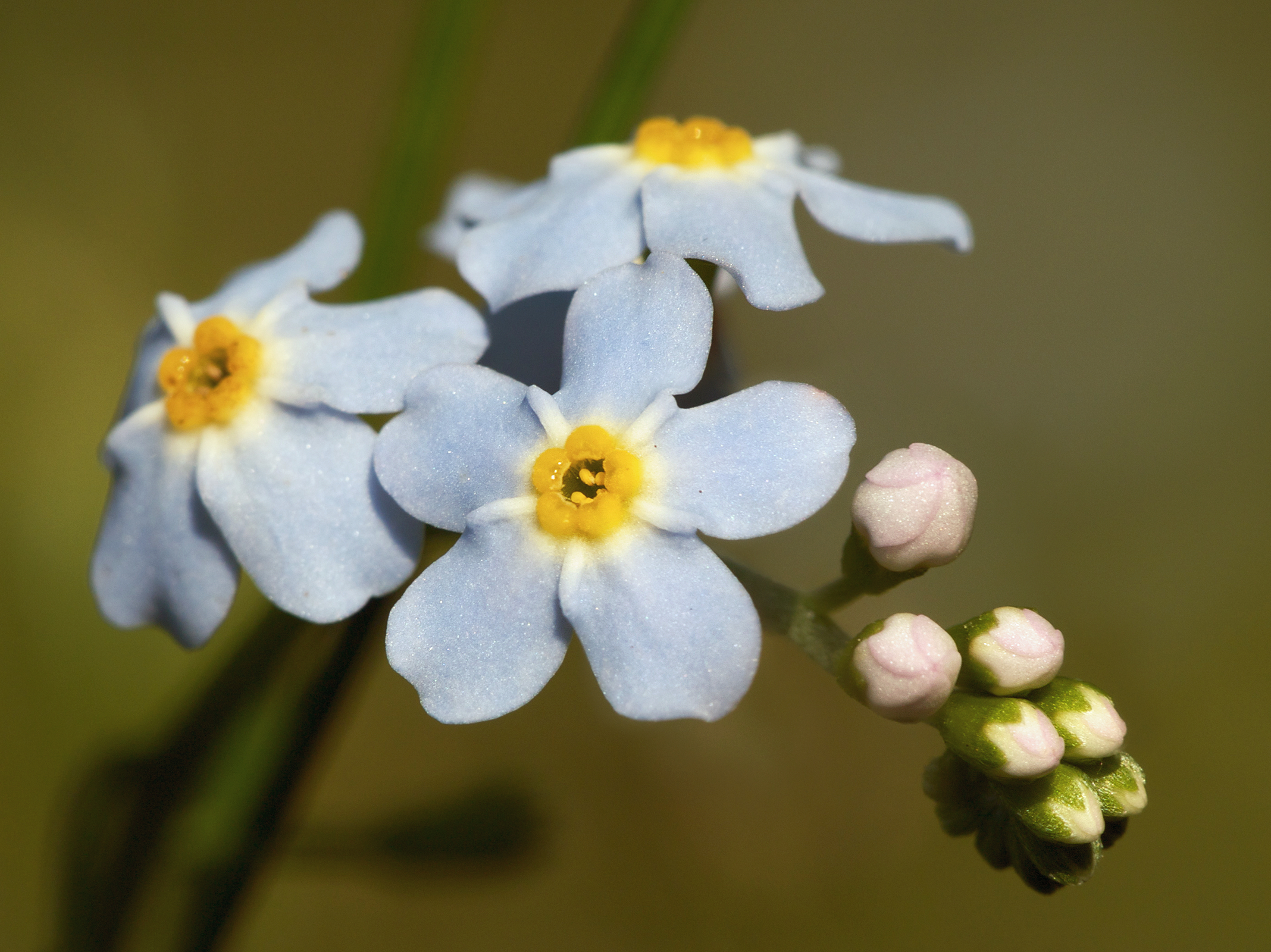
Niezapominajka błotna

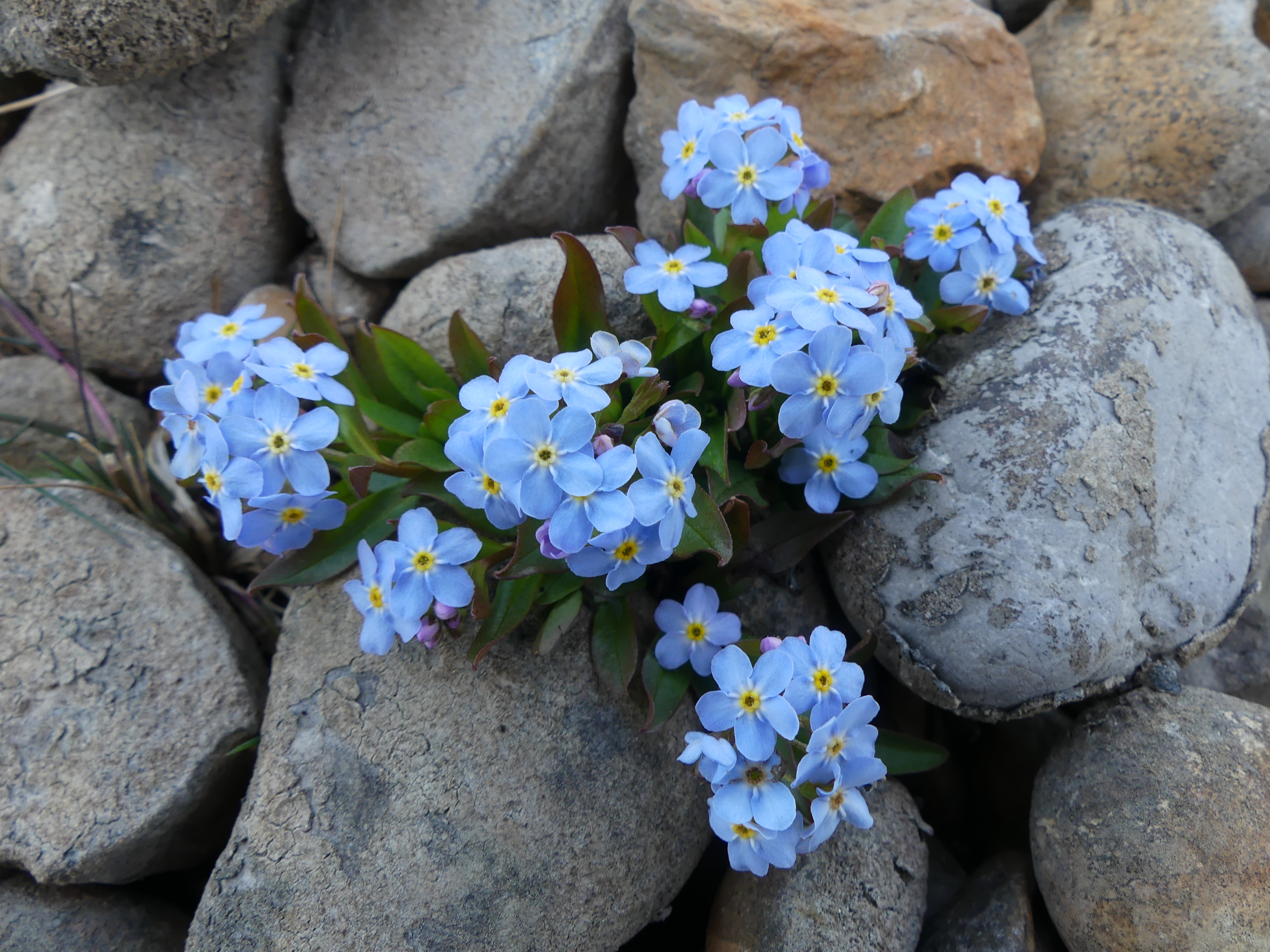
Myosotis rehsteineri

PokrójRośliny zielne, zarówno jednoroczne, dwuletnie, jak i byliny osiągające do 100 cm wysokości. Pędy krótko owłosione lub nagie.
LiścieSkrętoległe, pojedyncze, całobrzegie, liście łodygowe siedzące, zwykle podługowatolancetowate.
KwiatyZebrane w szczytowych skrętkach, groniasto się wydłużających w trakcie kwitnienia. Kwiatostany zwykle są bezlistne, rzadziej ulistnione (z przysadkami). Kwiaty 5-krotne, promieniste, w pączku są skręcone. Kielich ze zrośniętych działek ma kształt dzwonkowaty lub lejkowaty, na szczycie 5-łatkowy lub ząbkowy, u wielu gatunków wydłuża się po przekwitnieniu. Rurkowotalerzykowata korona kwiatu niebieska, rzadziej biała, różowa czy żółta. Pięć zrosłych płatków tworzy płaski lub słabo wklęsły rąbek. Przy wlocie rurki korony znajduje się pięć jasnożółtych wskaźników nektaru (osklepek). Pręciki zwykle są krótkie i ukryte w rurce korony. Słupek osadzony na płaskim osadniku zakończony jest nitkowatą szyjką ze słabo rozszerzonym na końcu znamieniem. Zalążnia złożona z 4 części.
OwoceRozłupnie rozpadające się na 4, zwykle trójgraniasto jajowate, gładkie i czarne rozłupki.

## Systematyka
Rodzaj należy do podplemienia Myosotideae, plemienia Rochelieae w podrodzinie Cynoglossoideae w obrębie rodziny ogórecznikowatych Boraginaceae.
Wykaz gatunków
- Myosotis abyssinica Boiss. & Reut.
- Myosotis afropalustris C.H.Wright
- Myosotis albicans Riedl
- Myosotis albiflora Banks & Sol. ex Hook.f.
- Myosotis albosericea Hook.f.
- Myosotis alpestris F.W.Schmidt – niezapominajka alpejska
- Myosotis amabilis Cheeseman
- Myosotis ambigens (Bég.) Grau
- Myosotis angustata Cheeseman
- Myosotis anomala Riedl
- Myosotis antarctica Hook.f.
- Myosotis arnoldii L.B.Moore
- Myosotis arvensis (L.) Hill – niezapominajka polna
- Myosotis asiatica (Vestergr.) Schischk. & Serg.
- Myosotis atlantica Vestergr.
- Myosotis australis R.Br.
- Myosotis austrosibirica O.D.Nikif.
- Myosotis azorica H.C.Watson
- Myosotis baicalensis O.D.Nikif.
- Myosotis balbisiana Jord.
- Myosotis × bohemica Domin
- Myosotis × bollandica P.Jeps.
- Myosotis bothriospermoides Kitag.
- Myosotis brachypoda Gren.
- Myosotis brevis de Lange & Barkla
- Myosotis brockiei L.B.Moore & M.J.A.Simpson
- Myosotis bryonoma Meudt, Prebble & Thorsen
- Myosotis butorinae Stepanov
- Myosotis × cadevallii Sennen
- Myosotis cadmea Boiss.
- Myosotis cameroonensis Cheek & R.Becker
- Myosotis capitata Hook.f.
- Myosotis × catalaunica Sennen
- Myosotis chaffeyorum Lehnebach
- Myosotis chakassica O.D.Nikif.
- Myosotis cheesemanii Petrie
- Myosotis × cinerascens Petrie
- Myosotis colensoi (Kirk) J.F.Macbr.
- Myosotis concinna Cheeseman
- Myosotis congesta Shuttlew.
- Myosotis corsicana (Fiori) Grau
- Myosotis czekanowskii (Trautv.) Kamelin & V.N.Tikhom.
- Myosotis daralaghezica T.N.Popova
- Myosotis debilis Pomel
- Myosotis decumbens Host – niezapominajka rozłogowa
- Myosotis densiflora K.Koch
- Myosotis diminuta Grau
- Myosotis discolor Pers. – niezapominajka różnobarwna
- Myosotis dissitiflora Baker
- Myosotis ergakensis Stepanov
- Myosotis exarrhena F.Muell.
- Myosotis eximia Petrie
- Myosotis explanata Cheeseman
- Myosotis forsteri Lehm.
- Myosotis gallica Vestergr.
- Myosotis galpinii C.H.Wright
- Myosotis glabrescens L.B.Moore
- Myosotis glauca (G.Simpson & J.S.Thomson) de Lange & Barkla
- Myosotis goyenii Petrie
- Myosotis graminifolia DC.
- Myosotis graui Selvi
- Myosotis guneri A.P.Khokhr.
- Myosotis heteropoda Trautv.
- Myosotis imitata Serg.
- Myosotis incrassata Guss.
- Myosotis jenissejensis O.D.Nikif.
- Myosotis jordanovii N.Andreev & Peev
- Myosotis × kablikiana Domin
- Myosotis kamelinii O.D.Nikif.
- Myosotis kazakhstanica O.D.Nikif.
- Myosotis kebeshensis Stepanov
- Myosotis keniensis T.C.E.Fr.
- Myosotis koelzii Riedl
- Myosotis kolakovskyi A.P.Khokhr.
- Myosotis × krajinae Domin
- Myosotis krasnoborovii O.D.Nikif. & Lomon.
- Myosotis krylovii Serg.
- Myosotis kurdica Riedl
- Myosotis laeta Cheeseman
- Myosotis laingii Cheeseman
- Myosotis latifolia Poir.
- Myosotis laxa Lehm.
- Myosotis lazica Popov
- Myosotis lithospermifolia (Willd.) Hornem.
- Myosotis lithuanica (Schmalh.) Besser ex Dobrocz.
- Myosotis litoralis Steven ex M.Bieb.
- Myosotis ludomilae Zaver.
- Myosotis lyallii Hook.f.
- Myosotis macrantha (Hook.f.) Cheeseman
- Myosotis macrosiphon Font Quer & Maire
- Myosotis macrosperma Engelm.
- Myosotis magniflora A.P.Khokhr.
- Myosotis margaritae Štěpánková
- Myosotis maritima Hochst. ex Seub.
- Myosotis martini Sennen
- Myosotis matthewsii L.B.Moore
- Myosotis michaelae Štěpánková
- Myosotis minutiflora Boiss. & Reut.
- Myosotis monroi Cheeseman
- Myosotis nemorosa Besser – niezapominajka górska
- Myosotis nikiforovae Stepanov
- Myosotis ochotensis O.D.Nikif.
- Myosotis olympica Boiss.
- Myosotis oreophila Petrie
- Myosotis pansa (L.B.Moore) Meudt, Prebble, R.J.Stanley & Thorsen
- Myosotis × parviflora (Schur) Domin
- Myosotis paucipilosa (Grau) Ristow & Hand
- Myosotis × permixta Domin
- Myosotis persoonii Rouy & E.G.Camus
- Myosotis petiolata Hook.f.
- Myosotis platyphylla Boiss.
- Myosotis popovii Dobrocz.
- Myosotis pottsiana (L.B.Moore) Meudt, Prebble, R.J.Stanley & Thorsen
- Myosotis propinqua (Turcz.) Fisch. & C.A.Mey.
- Myosotis × pseudohispida Domin
- Myosotis pulvinaris Hook.f.
- Myosotis pusilla Loisel.
- Myosotis radix-palaris A.P.Khokhr.
- Myosotis rakiura L.B.Moore
- Myosotis ramosissima Rochel ex Schult. – niezapominajka pagórkowa
- Myosotis refracta Boiss.
- Myosotis rehsteineri (Hausm.) Wartm. ex Reut. – niezapominajka Rehsteinera
- Myosotis retrorsa Meudt, Prebble & Hindm.-Walls
- Myosotis rivularis (Vestergr.) A.P.Khokhr.
- Myosotis robusta D.Don
- Myosotis sajanensis O.D.Nikif.
- Myosotis saxatilis Petrie
- Myosotis saxosa Hook.f.
- Myosotis schistosa A.P.Khokhr.
- Myosotis schmakovii O.D.Nikif.
- Myosotis scorpioides L. – niezapominajka błotna
- Myosotis secunda Al.Murray
- Myosotis semiamplexicaulis DC.
- Myosotis sicula Guss.
- Myosotis solange Greuter & Zaffran
- Myosotis soleirolii Godr.
- Myosotis sparsiflora J.C.Mikan ex Pohl – niezapominajka skąpokwiatowa
- Myosotis spatulata G.Forst.
- Myosotis speciosa Pomel
- Myosotis speluncicola (Boiss.) Rouy
- Myosotis stenophylla Knaf – niezapominajka smukła
- Myosotis stolonifera (J.Gay ex DC.) J.Gay ex Leresche & Levier
- Myosotis stricta Link ex Roem. & Schult. – niezapominajka piaskowa
- Myosotis suavis Petrie
- Myosotis subcordata Riedl
- Myosotis × suzae Domin
- Myosotis sylvatica Ehrh. ex Hoffm. – niezapominajka leśna
- Myosotis taverae Valdés
- Myosotis tenericaulis Petrie
- Myosotis tineoi C.Brullo & Brullo
- Myosotis traillii Kirk
- Myosotis traversii Hook.f.
- Myosotis tuxeniana (O.Bolòs & Vigo) O.Bolòs & Vigo
- Myosotis ucrainica Czern.
- Myosotis umbrosa Meudt, Prebble & Thorsen
- Myosotis uniflora Hook.f.
- Myosotis urceolaris Shuttlew.
- Myosotis venosa Colenso
- Myosotis verna Nutt.
- Myosotis vestergrenii Stroh
- Myosotis welwitschii Boiss. & Reut.
- Myosotis wumengensis L.Wei

## Obecność w kulturze
Znaczenie symboliczne
- Niezapominajka symbolizuje pamięć.
- Niezapominajka jest kwiatem stanowym Alaski.
- W 1934 r. wolnomularska Wielka Loża „Pod Słońcem” (Grossloge „Zur Sonne”) w Bayreuth, jedna z ówczesnych niemieckich obediencji, przyjęła emblemat niezapominajki jako substytut tradycyjnego cyrkla i węgielnicy.

Święto Polskiej Niezapominajki
Corocznie, od 2002 r. w dniu 15 maja, obchodzone jest w Polsce Święto Polskiej Niezapominajki. Jego inicjatorem był Andrzej Zalewski, który wystąpił z taką propozycją w programie Ekoradio, emitowanym przez Polskie Radio Program I.